# TT7
La tombe thébaine TT 7 est située à Deir el-Médineh, dans la nécropole thébaine, sur la rive ouest du Nil, face à Louxor en Égypte.
C'est la sépulture de Ramosé, serviteur dans la Place de Vérité qui vivait durant la période ramesside sous le règne de Ramsès II.
Ramosé est le fils de Amenemhab et Kakaia. Son épouse se nomme Moutemouia.

## Description
Le tombeau se compose d'une cour et une chapelle. La chapelle est décorée de scènes montrant Amenhotep Ier, Ahmès-Néfertary, Horemheb et Thoutmôsis IV. Une autre scène représente le roi Ramsès II suivi du vizir Paser en offrande devant la triade thébaine Amon, Mout et Khonsou.
Ramosé a créé trois tombes pour lui-même dans la nécropole, les deux autres étant TT212 et TT250.